# Literatura espanyola
La literatura espanyola inclou totes les obres escrites en castellà, independentment del lloc d'origen, tot i que normalment per part d'autors residents a Espanya o a Iberoamèrica. En canvi, la literatura castellana fa referència a la literatura en castellà feta exclusivament a Espanya.

## Literatura medieval

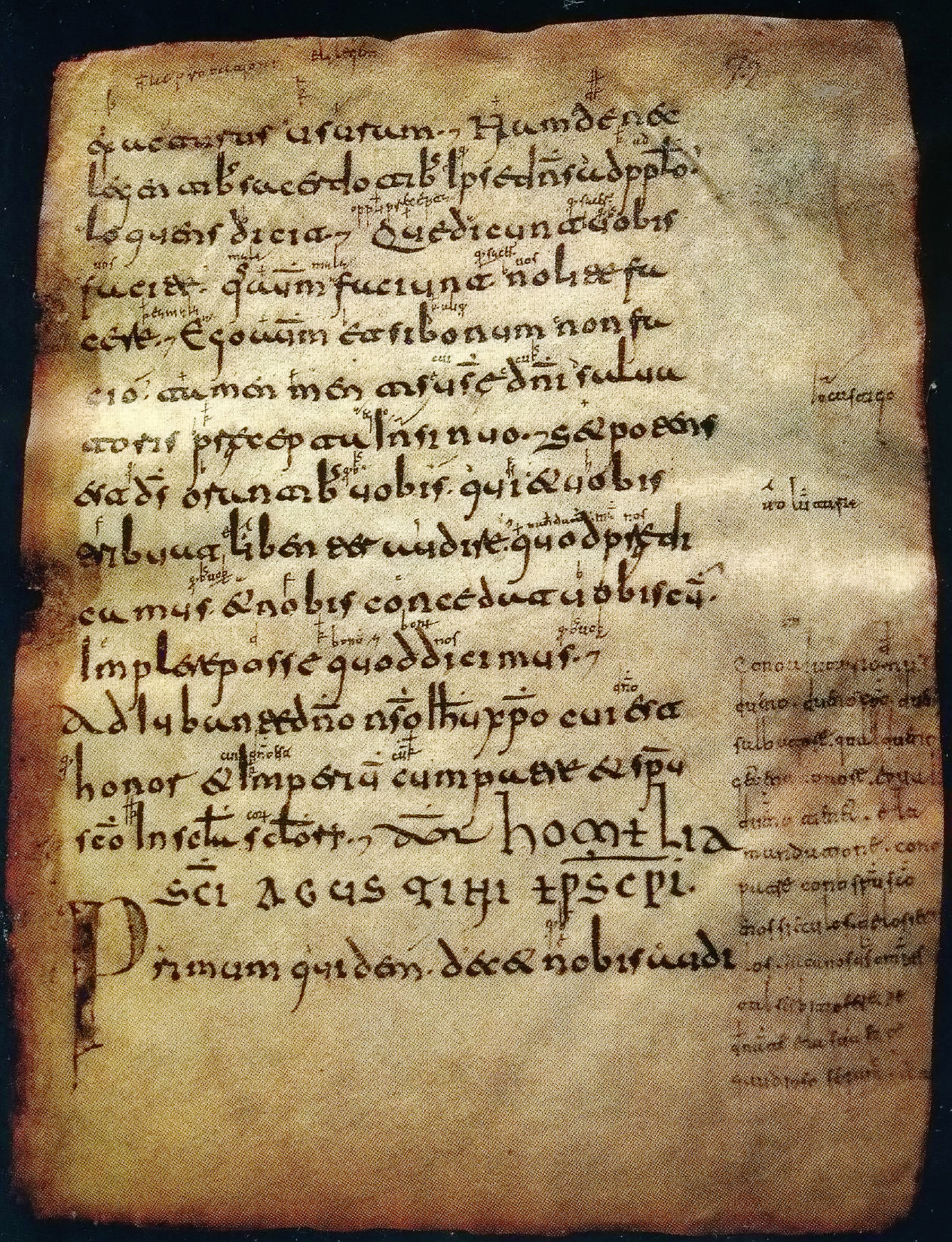
Pàgina 72 del Códice Emilianense 60 (glosas Emilianenses). S'aprecia la glossa al marge.

La literatura espanyola comparteix les característiques bàsiques de la literatura medieval europea. La literatura medieval s'inicia com a tal amb l'aparició de les llengües romàniques (entre elles el castellà) a partir del segle x i s'estén fins al segle xv.
La lírica té un caràcter molt popular. Destaquen les jarchas i les cantigas, que barregen l'incipient castellà amb altres llengües (mossàrab i gallec). En aquestes composicions, una dona parla dels seus amors. Després les temàtiques van anar expandint-se, per parlar de la mort o escarnir altres persones. Són versos rimats, en estrofes breus, que es transmetien oralment com una cantarella.
En un registre més elaborat, es diferencien els dos mesters, el mester de juglaría (èpica) i el mester de clerecía. El primer relata en llargues composicions rimades les aventures dels herois castellans. Destaca l'obra anònima Mio Cid. El segon dona nom a un seguit d'escrits fets als monestirs, sovint barrejant espanyol i llatí narrant en forma d'al·legoria les aventures dels sants o reflexionant sobre qüestions de no ficció. L'autor més important d'aquest gènere és Gonzalo de Berceo.
El mester de joglaria agrupa les composicions que cantaven els joglars de poble en poble i també a la cort. Es tractava de llargs poemes de caràcter èpic, essent el gènere majoritari la cançó de gesta, on es narren les proeses en la guerra de cavallers famosos. Aquests textos de caràcter oral van ser compilats posteriorment però molts d'ells es conserven només de manera fragamentària.
S'estableixen tres etapes diferenciades en aquestes cançons: el període de formació (del segle viii al 1140) comprèn els poemes breus sobre els nobles castellans i les lluites de les diferents dinasties per assolir l'hegemonia; el període d'esplendor (1140-1236), on abunden els poemes inspirats en la Matèria de França (que influirà també en l'estil) i per acabar, el període de decadència, en el qual es barreja l'èpica amb el mester de clerecia i la historiografia realista. Els temes principals, doncs, són les lluites dels herois crisitans durant la Reconquesta, tant per expulsar els musulmans com per garantir-se l'estabilitat al tron. Tots els textos tenen una base històrica real, però estan transformats i predomina la hipèrbole.
L'estil de l'èpica medieval beu de l'oralitat. Abunden les llicències mètriques, els recursos mnemotècnics i les repeticions, les apel·lacions a l'audiència (en favor de la qual es transformaven segons quins passatges d'èxit), els epítets, el recurs a expressions emfàtiques i una rima assonant puntuada per la música. Les cançons de gesta són anònimes, es van construint col·lectivament a base de recitacions públiques sobre un text base.
L'obra més important del gènere és el Cantar de Mio Cid, del qual van partir diversos poemes independents recreant les gestes del cavaller Rodrigo Díaz de Vivar, com ara el [Cantar de las Mocedades de Rodrigo. Altres textos rellevants són: el Cantar de Roncesvalles, el Cantar de los siete infantes de Lara, el Cantar de Fernán González i el Poema de Bernardo del Carpio.
El mester de clerecia s'estableix com a gènere culte escrit per monjos i religiosos, els quals sovint signen els seus textos. Prenen els recursos de la retòrica clàssica i algunes tècniques dels joglars per transmetre d'una manera més efectiva els temes doctrinals i morals. S'escriu en vers de rima consonant amb estructura de quaderna via, amb abundància de recursos literaris, ja que van dirigits a persones que saben llegir o que poden apreciar-los en sentir-los.
El Libro de Apolonio narra les gestes d'un heroi per assolir la salvació. S'allunya doncs de l'èpica tradcional on l'èxit es mesura per les conquestes. En una línia similar se situa el Llibre d'Aleixandre, inspirat en Alexandre Magne. Aquestes obres tenen una clara influència de la literatura clàssica grecollatina pel que fa als temes i a l'estil.
En un altre grup s'han de situar les composicions de l'hagiografia, com les vides de sants o els reculls de miracles de Gonzalo de Berceo, entre els quals destaca Los Milagros de Nuestra Señora. Aquí els herois han estat totalment substituïts per religiosos, abandonant els models èpics. Els protagonistes són els personatges majors del catolicisme o bé els sants locals. Els debats teològics es poden inscriure en aquesta branca, si bé usen una altra mètrica i per això alguns autors prefereixen no incloure'ls dins el mester.
El Libro de buen amor es considera alhora la millor obra del mester de clerecia i la que marca la seva fi com a gènere clàssic, ja que constitueix una paròdia dels seus principis. Narra les diferències entre el bon amor i el mal amor (identificat amb la sexualitat), amb passatges on predomina l'al·legoria, la sàtira i la interpolació d'històries narratives per complaure al lector. L'afany pedagògic propi de la clerecia es remarca al pròleg però després hi ha fragments que ho desmenteixen en lloar de manera indirecta els vicis.
A l'edat mitjana tardana sorgeix el romancero, que suposa la incorporació dels esquemes dels trobadors a la poesia castellana. Les glosses i comentaris a aquests poemes van esdevenir un gènere propi.
En el camp de la prosa, destaca l'obra El Conde Lucanor,escrita per l'infant Don Juan Manuel que intenta instruir la gent mitjançant el diàleg entre Lucanor i Patroni, mestre que recorre a contes per exemplificar el que vol transmetre. La base de la tradició contaire popular està en aquest llibre, que recull les versions orals que circulaven i inventa històries que van esdevenir clàssiques.
Pel que fa al teatre, gairebé no es conserva res de la producció abundant d'actes sacramentals. Eren obres que dramatitzaven escenes de la Bíblia o de les vides dels sants per acostar-les al poble, majoritàriament en l'analfabetisme. Una mostra del que pot haver estat aquesta tradició està en l'incomplet Auto de los Reyes Magos.
La literatura castellana no neix pas amb els mesters, sinó amb les glosses, petits comentaris en prosa de textos llatins. Posteriorment aquests textos seran traduïts íntegrament al castellà i se'n faran versions autòctones, igual que passarà més endavant amb els textos hebreus i àrabs, sobretot amb l'escola de traductors de Toledo. Aquests textos tracten sobre avenços científics, assajos i cròniques historiogràfiques, ente les quals destaca la Crónica General d'Alfons X.
Dins de la ficció, cal destacar el paper del conte o exemplum (narració breu amb caràcter moral), que es transmetia dins d'obres més extenses o en reculls independents, com ara Calila e Dimna (faules orientals) i sobretot El Conde Lucanor. Aquest llibre atorga un marc comú als diversos contes, que consisteix en un diàleg entre el comte del títol i el seu conseller, Patronio, qui educa el noble a partir dels relats, que exemplifiquen els casos problemàtics amb què es troba el comte. Aquest esquema serà molt copiat per altres reculls de contes en diverses llengües.
Al segle xiv apareix el Libro del caballero Zifar, que inaugura el gènere de la novel·la de cavalleries a Espanya. Narra en prosa les gestes del cavaller que li dona títol i que és una barreja dels cavallers cristians de la primera clerecia, els contes orientals amb la seva màgia i llegendes europees.

## Literatura renaixentista i barroca

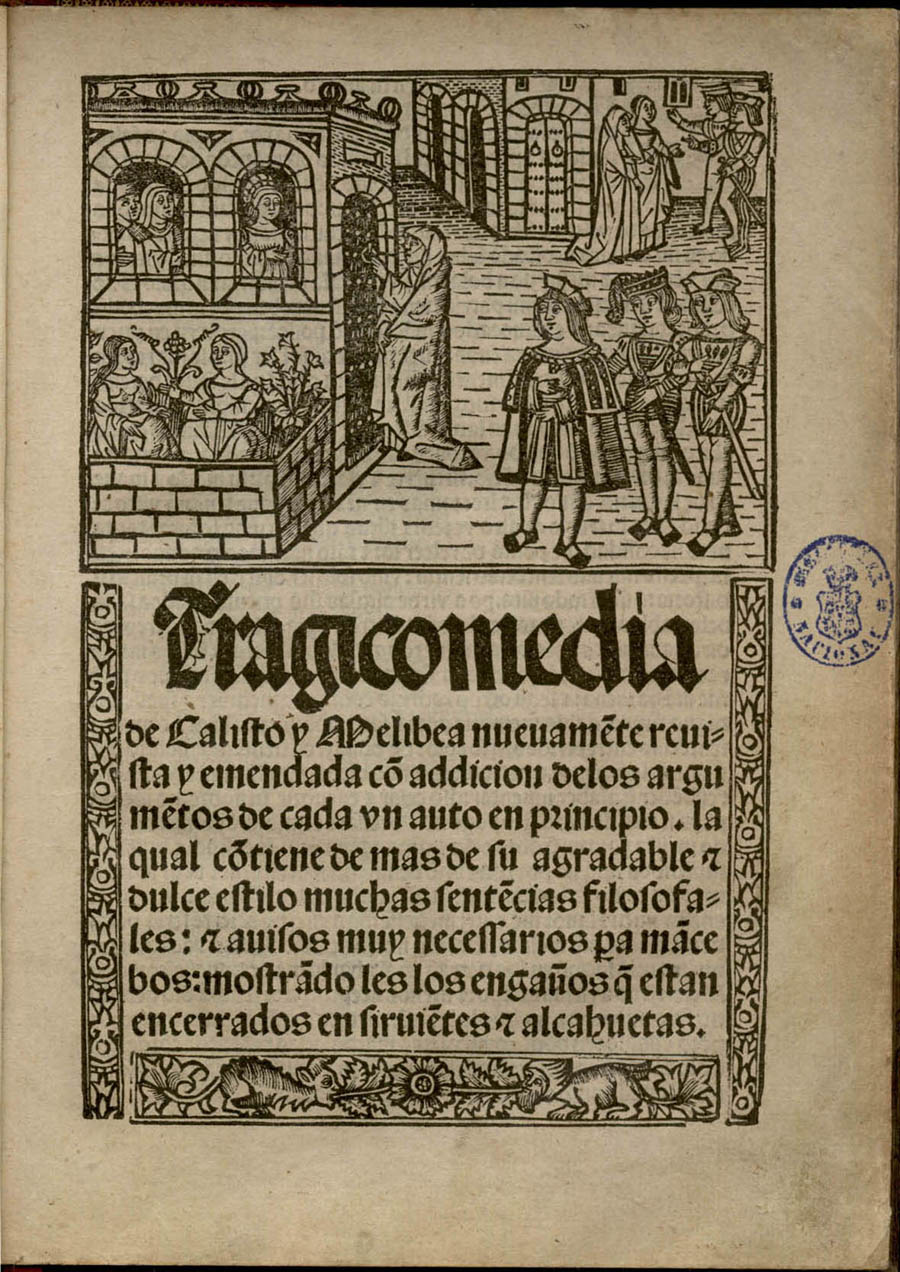
La Celestina.

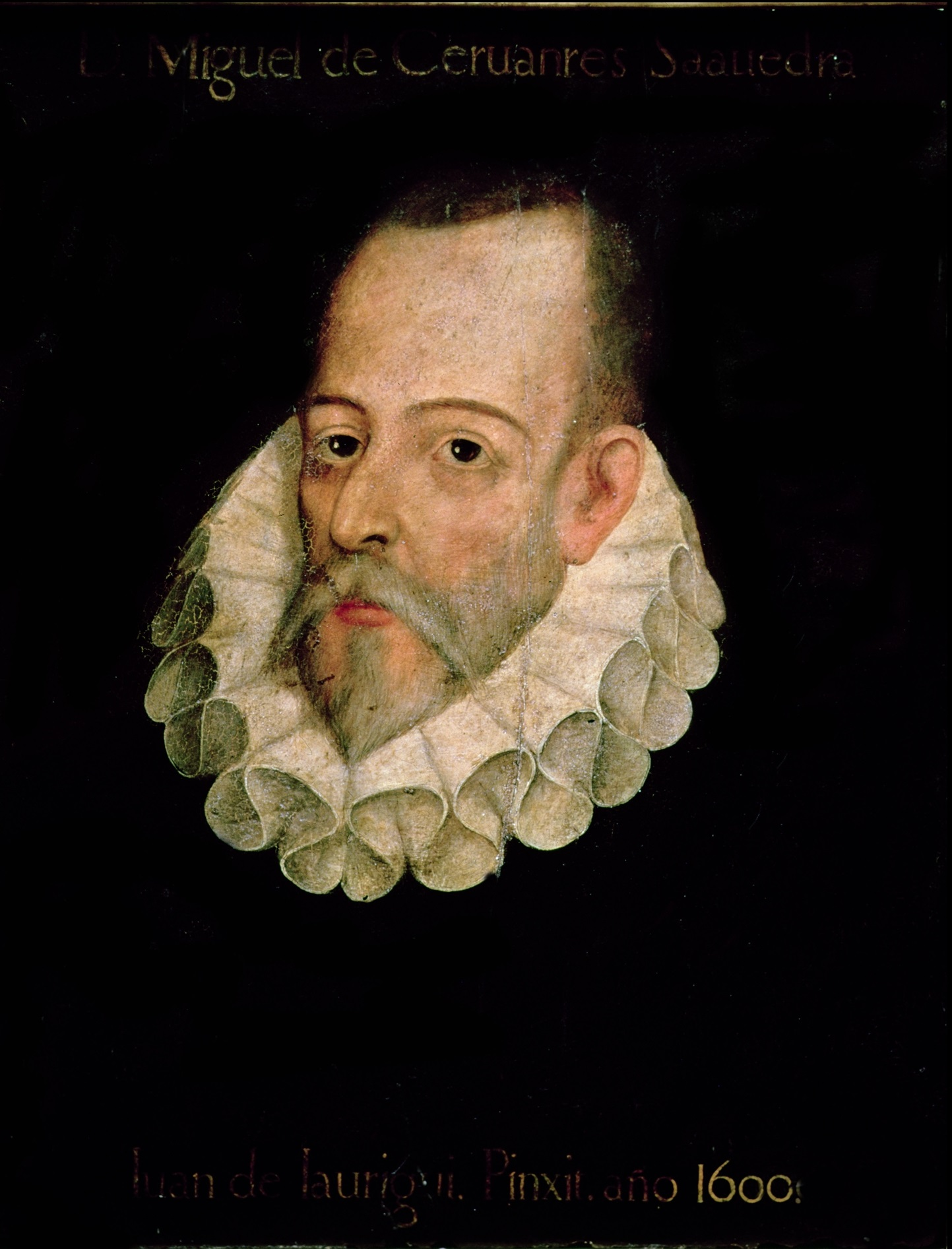
Miguel de Cervantes.

Hi ha un període anomenat prerenaixement que suposa el trànsit de l'edat mitjana a la Moderna, quan es va escriure La Celestina de Fernando Rojas. La literatura renaixentista pròpiament dita està fortament influïda pel model italià. El gènere per excel·lència és la lírica, amb autors com Garcilaso de la Vega i els seus sonets. Va sorgir una de les primeres novel·les modernes, el Lazarillo de Tormes, anònima, que inaugura el gènere picaresc a Europa. Narra en forma de suposada carta les aventures d'un noi nascut en la pobresa que es val del seu enginy per sobreviure. És l'antítesi de l'heroi medieval, cavaller honorable. El Barroc és conegut com el Segle d'or espanyol (tot i que amb aquest terme alguns estudiosos inclouen també el Renaixement). La literatura avança en tots els camps, amb autors com Cervantes, Calderón de la Barca, Francisco de Quevedo… Esdevé així el model a imitar en tot Europa. Els temes comuns són la barreja de somni i realitat, la mort i l'amor passional. Apareixen nous personatges, de totes les esferes socials i no només de la noblesa.
A la literatura castellana, el renaixement i el barroc es van expressar en la literatura a través d'una gran onada d'italianisme que va envair la literatura i les arts plàstiques durant el segle xvi i, posteriorment, durant el segle xvii, en l'expressió literària a través de les estètiques del conceptisme i del culteranisme, expressada la primera en la poesia de Francisco de Quevedo i la segona en la lírica de Luis de Góngora. L'una es distingia per la complexitat de les idees, expressada sobretot en paradoxes i el·lipsis. L'altra, per la complexitat sintàctica, sobretot per l'ús constant de l'hipèrbaton, que la fa de molt difícil lectura, referint-se a un món mitològic idealitzat, en tant la conceptista al·ludia al desgastant present. Ambdues semblen no obstant les cares d'una mateixa moneda que intentava quiratar l'expressió per a fer-la més difícil i cortesana.
El "monstre de la naturalesa", com l'anomenà Cervantes, va ser, en el Segle d'Or, Lope de Vega, més conegut com "el Fènix dels Enginys", autor de 1.500 obres teatrals, a més de novel·les i poemes. Lope va ser mestre del sonet. Potser la seua gran aportació al teatre haja sigut el de fer més flexibles les seues formes clàssiques, basades en la unitat de temps i espai i en regles per al desenvolupament de l'acció. Va trencar així mateix amb la divisió entre tragèdia i comèdia i va introduir la figura del "graciós", o antiheroi.
Miguel de Cervantes, autor d'El Quixot, s'inclou també, en el Segle d'Or, car aquesta obra va ser publicada al principi del segle xvii. Menys apreciat que els poetes i dramaturgs per les generacions immediatament posteriors, va crear un "monument de la llengua castellana" i va reflectir les tensions i contradiccions d'un segle en què combregaven l'alt i el baix, l'espiritual i el material, la metafísica i la picaresca, com ho demostren així mateix Francisco de Quevedo i Góngora, autors de corrandes satíriques i burlaneres a la parell dels seus poemes cultes. Quevedo va portar a la cima la figura del guilopo amb la seua novel·la La vida del buscón llamado don Pablos.
Sobreïx també en teatre Pedro Calderón de la Barca, i com a autor de prosa satírica i moral, Baltasar Gracián. Fray Luis de León va ser un altre dels poetes de notable importància en aquest període, i no menys important, el místic Sant Joan de la Cruz. Entre els autors del barroc hispanoamericà destaquen «l'Inca» Garcilaso de la Vega i la religiosa Sor Juana Inés de la Cruz.
El Segle d'Or va ser apreciat des del segle xviii no sols com «edat daurada» irrepetible, sinó com el naixement de la moderna literatura en llengua castellana, la que va assentar les seues bases en el pas de les formes medievals i populars a les més elaborades i complexes.

## Seglesxviiiixix

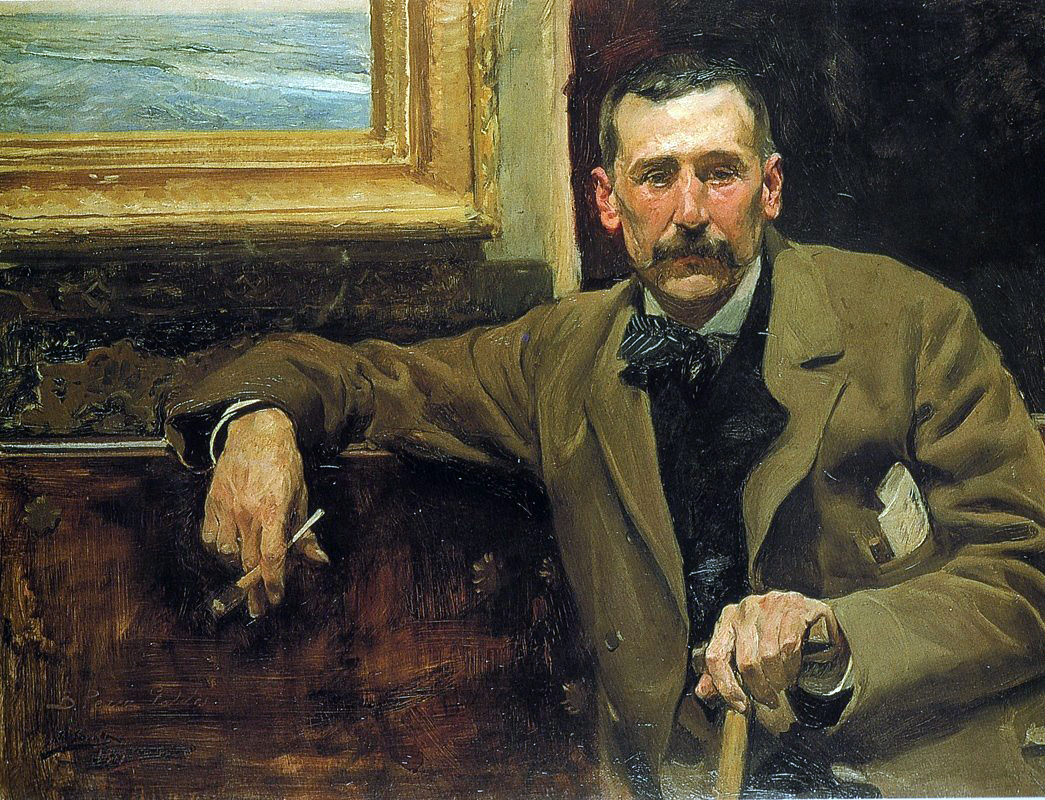
Benito Pérez Galdós.

La il·lustració espanyola segueix el model francès, sobretot. Predomina la prosa (concretament l'assaig), amb autors com Feijoo, José Francisco de Isla o Gaspar Melchor de Jovellanos. El tema del caràcter nacional d'Espanya neix en aquesta època i continuarà sent una constant en la literatura posterior.
El romanticisme espanyol s'acostuma a dividir en dues tendències. La primera és el tradicional, un corrent nostàlgic que encapçala Mesonero Romanos i els seus articles de costums, on descriu un estil de vida que va desapareixent per la pressió de la modernitat. En el mateix corrent es poden inscriure les novel·les històriques, que recreen una edat mitjana gloriosa i passional, absolutament idealitzada.
L'altre corrent s'emmarca dins el romanticisme liberal que va recórrer Europa, sovint juntament amb el nacionalisme polític. Els seus representants per excel·lència serien José de Espronceda en la poesia i Mariano José de Larra en el periodisme.
Cap a la fi del segle xix va imposar-se el realisme, amb Benito Pérez Galdós com a autor més conegut. El naturalisme va arribar enmig d'una forta polèmica i mai va practicar-se en la seva forma pura, ja que els autors sempre opinen moralment sobre els seus personatges. Emilia Pardo Bazán i Leopoldo Alas són els conreadors més reeixits.

## El seglexx
El segle xx està marcat per les generacions literàries (grups d'autor nascuts en dècades similars que escriuen sobre els mateixos temes) i la Guerra Civil espanyola. La Generació del 98 va revolucionar la prosa i la Generació del 27 la poesia. Durant el franquisme es considera que la poesia en llengua castellana va prendre dues direccions principals. La primera, adepta al règim que governava el país i que s'organitzava en la revista Garcilaso. Juventud creadora, se sol anomenar literatura arrelada. En canvi, la segona línia ideològica que domina el període és la de la literatura desarrelada, representada per la revista Espadaña, que problematitzava i era adversa al règim. Un dels grans assaigs sobre el nou art del segle xx, La deshumanització de l'art, escrit el 1925 per José Ortega y Gasset, va ser unes grans influències de la literatura posterior, juntament amb l'existencialisme. Un corrent important de la postguerra és l'anomenat tremendisme. Altres línies estètiques de l'època són el neorromanticisme de la dècada de 1940, la del realisme social, sobretot als anys de 1950, o la novel·la experimental que s'estendria a partir de 1960.

### Autors destacats delxx
- Rafael Alberti
- Vicente Aleixandre
- Dámaso Alonso
- Max Aub
- Pío Baroja
- Federico García Lorca
- Jaime Gil de Biedma
- Camilo José Cela
- Miguel Delibes
- Gerardo Diego
- Miguel Hernández
- Juan Ramón Jiménez
- Antonio Machado
- Miguel de Unamuno
- Ramón María del Valle-Inclán